# Last of the Pagans
Last of the Pagans és una pel·lícula estatunidenca del 1935 dirigida per Richard Thorpe. Produïda per la Metro-Goldwyn-Mayer està basada en la novel·la de Herman Melville Typee (1846). La pel·lícula es va rodar a Tahití.

## Argument
Taro, un nadiu que viu a l'illa de Tofua, segresta una dona anomenada Lilleo d'una illa veïna. Al principi a ella no li agrada molt, però arriba a estimar-lo. Durant una festa, una goleta nord-americana arriba a l'illa i ofereix licors i quincalles als indígenes si signen un formulari que no saben llegir i que els obliga a treballar en condicions terribles a la mina de fosfat de l'illa de Patua. Taro és enviat a les mines i Lilleo és obligada a casar-se amb el cap.

## Repartiment
- Ray Mala com Taro
- Lotus Long com Lilleo
- Rudolph Anders com auxiliar de superintendent
- Chester Gan as cuiner xinès (no apareix als crèdits)
- Charles Trowbridge com superintendent de la mina